# Break the Rules
Break the Rules — песня британской певицы Charli XCX, а также второй сингл с её альбома Sucker. Журнал Cosmopolitan ставит песню на пятую позицию в списке лучших песен 2014 года. Песня использовалась в трейлерах фильма «Ужастики», а также являлась музыкальной темой к седьмому сезону шоу Vietnam's Next Top Model.

## Список композиций
| №  | Название          | Длительность |
| -- | ----------------- | ------------ |
| 1. | «Break the Rules» | 3:23         |

| №                   | Название                         | Длительность |
| ------------------- | -------------------------------- | ------------ |
| 1.                  | «Break the Rules» (Tiësto Remix) | 4:25         |
| 2.                  | «Break the Rules» (Odesza Remix) | 4:00         |
| 3.                  | «Break the Rules» (Broods Remix) | 2:52         |
| Общая длительность: | Общая длительность:              | 11:17        |

| №                   | Название                         | Длительность |
| ------------------- | -------------------------------- | ------------ |
| 1.                  | «Break the Rules»                | 3:23         |
| 2.                  | «Break the Rules» (Tiësto Remix) | 4:25         |
| Общая длительность: | Общая длительность:              | 7:48         |

| №                   | Название                         | Длительность |
| ------------------- | -------------------------------- | ------------ |
| 1.                  | «Break the Rules»                | 3:23         |
| 2.                  | «Break the Rules» (Tiësto Remix) | 4:25         |
| 3.                  | «Break the Rules» (Odesza Remix) | 4:00         |
| 4.                  | «Break the Rules» (Broods Remix) | 2:52         |
| 5.                  | «Boom Clap»                      | 2:49         |
| Общая длительность: | Общая длительность:              | 17:29        |

## Чарты и сертификации
| Чарт (2014–15)                      | Высшая позиция |
| ----------------------------------- | -------------- |
| Австралия (ARIA)                    | 10             |
| Австрия (Ö3 Austria Top 40)         | 6              |
| Бельгия/Фландрия (Ultratop 50)      | 17             |
| Бельгия/Валлония (Ultratop 50)      | 14             |
| Канада (Billboard Canadian Hot 100) | 69             |
| Canada CHR/Top 40 (Billboard)       | 40             |
| Чехия (Rádio — Top 100)             | 22             |
| Франция (SNEP)                      | 13             |
| Германия (GfK)                      | 4              |
| Ирландия (IRMA)                     | 46             |
| Япония (Billboard Japan Hot 100)    | 62             |
| Новая Зеландия (Recorded Music NZ)  | 31             |
| Норвегия (VG-lista)                 | 34             |
| Польша (Dance Top 50)               | 42             |
| Шотландия (OCC Scotland)            | 15             |
| Швейцария (Schweizer Hitparade)     | 13             |
| Великобритания (OCC UK Singles)     | 35             |
| США (Billboard Hot 100)             | 91             |
| США (Billboard Dance Club Songs)    | 36             |
| США (Billboard Pop Airplay)         | 27             |

| Чарт (2015)                      | Позиция |
| -------------------------------- | ------- |
| Germany (Official German Charts) | 65      |

| Регион                                                      | Сертификация     | Продажи    |         |
| ----------------------------------------------------------- | ---------------- | ---------- | ------- |
|                                                             | Австралия (ARIA) | Платиновый | 70 000^ |
|                                                             | Германия (BVMI)  | Золотой    | 200,000 |
|                                                             | США (RIAA)       | Золотой    | 500 000 |
| ^ Данные о тиражах приведены только на основе сертификации. |                  |            |         |